# 3149 Okudzhava
3149 Okudzhava este un asteroid din centura principală, descoperit pe 22 septembrie 1981 de Zdeňka Vávrová.